# Krtek
Krtica (češki: Krtek) je čehoslovačka dječja animirana TV serija iz 1957. godine koja je nastala po likovima koje je smislio animator Zdeněk Miler. Prema legendi, tražio je animiranu figuru za jedan film te se spotaknuo o krtičnjak. Po tome je nastao kratki animirani film Jak krtek ke kalhotkám přišel iz 1957. o simpatičnoj krtici. Nakon toga je išao razraditi kratki film u animiranu seriju. Najbolji prijatelji krtice su zec, jež i miš. 
Isprva je krtica govorila, ali se kasnije odustalo od toga kako bi se radnje odvijale isključivo vizualno i bez dijaloga, što je pomoglo da serija postane popularna diljem svijeta jer nije imala jezičnih barijera. Emitrana je u 80 država diljem svijeta. Glazbu je skladao Miloš Vacek, a od 1974. godine Vadim Petrov. Snimljeno je ukupno 63 epizode te je serija trajala sve do 2002. godine.

## Vanjske poveznice
- Krtek na Big Cartoon Database
- Jak krtek ke kalhotkám přišel na Veoh